# Global Environment Outlook
Global Environment Outlook, més conegut pel seu acrònim GEO és una sèrie d'informes sobre medi ambient publicats periòdicament pel Programa de les Nacions Unides per al Medi Ambient (PNUMA). El projecte GEO es va iniciar en resposta als requisits d' informe ambiental de l'Agenda 21 de les Nacions Unides i a una decisió del Consell de Govern del PNUMA de maig de 1995 que demanava la producció d'un nou informe global complet de l'estat del medi ambient.
Fins ara s'han publicat sis informes GEO: GEO-1 el 1997, GEO-2000 el 1999, GEO-3 el 2002, GEO-4 el 2007, GEO-5 el 2012 i GEO-6 el 2019.